# ドバイ・インターナショナル・ファイナンシャル・センター
ドバイ・インターナショナル・ファイナンシャル・センター（Dubai International Financial Centre、DIFC）あるいは日本語でドバイ国際金融センターとは、アラブ首長国連邦のドバイの臨海部にある金融自由地域で、MENAのための金融センターである。アラブ首長国連邦の持続的な経済発展を支える金融環境を整備する目的で、国際標準に則った開発が進んでいる。
DIFCは、銀行業務(投資銀行、プライベート・バンキング、市中銀行)、資本市場、アセットマネジメント、ファンド管理など6つのセクターからなり、無税などの優遇措置が設けられている。
ナスダック・ドバイ（Nasdaq Dubai）もここにある。
この地域の建築的な目玉としては、ブルジュ・アル・アラブなどドバイの多くの独創的な建築を次々に設計しているイギリスの設計事務所・アトキンス(Atkins)が手掛けているライトハウス・タワーで、頂上に 風車の直径29mの風力原動機を3つ備えている風変わりなビルである(2011年開業予定)。

## DIFCに支社・支店・事務所を置く日本企業
- 国際協力銀行
- みずほ銀行
- 三井住友銀行
- 三菱UFJ銀行
- 野村證券（元リーマン支店）
- 大和証券
- 三井物産（中東三井物産株式会社）
- 東京海上日動火災保険